# 堂前町 (郡山市)
堂前町（どうまえまち）は、福島県郡山市に所在する町丁である。郵便番号は963-8877。

## 地理
郡山市役所本庁所管地域である市街中心部に属する。北で細沼町、清水台、東で中町、本町、南で堤下町、南西角で池ノ台、西で麓山とそれぞれ隣接する。JR郡山駅西口市街地にあり、住居表示が実施されている。旧国道4号（現福島県道17号郡山停車場線）以西、福島県道6号郡山湖南線沿線および文化通り以北を範囲とする。域内は北側に学校施設や寺院が立地するほか、幹線道路沿いに商店や事務所が並び、裏手には住宅街が広がる。麓山に所在する郡山警察署麓山交番、および堂前町に所在する郡山消防署本署がそれぞれ管轄にあたる。

## 世帯数と人口
2024年1月1日現在の世帯数と人口は以下の通りである。
| 町丁   | 世帯数  | 人口  |
| ------ | ------- | ----- |
| 堂前町 | 323世帯 | 588人 |

## 小・中学校の学区
市立小・中学校に通う場合、学区は以下の通りとなる。
| 番地     | 小学校             | 中学校                 |
| -------- | ------------------ | ---------------------- |
| 1～22番  | 郡山市立金透小学校 | 郡山市立郡山第二中学校 |
| 23～31番 | 郡山市立橘小学校   | 郡山市立郡山第三中学校 |

## 交通

### 道路
- 福島県道6号郡山湖南線（はやま通り）
- 福島県道17号郡山停車場線（旧国道4号昭和通り）
- 一級市道32号本町開成線（文化通り）
- 一級市道34号麓山一丁目久保田線

## 施設等
- 郡山税務署
- 郡山消防署
- 郡山市立金透小学校
  - 金透記念館
- 郡山婦人会保育所
- 今泉眼科医院
- 福島県商工信用組合 本店営業部
- 富国生命保険 福島支社
- サッポロビール 福島支店
- 如宝寺
  - 学徒動員戦没者慰霊碑